# Danny Drinkwater
Daniel Noel "Danny" Drinkwater, född 5 mars 1990, är en engelsk före detta fotbollsspelare.

## Klubbkarriär

### Leicester City
Säsongen 2015/2016 blev Drinkwater engelsk ligamästare med Leicester City.

### Chelsea
Den 1 september 2017 värvades Drinkwater av Chelsea.

#### Utlåningar
Den 8 augusti 2019 lånades Drinkwater ut till Burnley på ett låneavtal fram till 6 januari 2020.
Den 7 januari 2020 lånades Drinkwater ut till Aston Villa på ett låneavtal över resten av säsongen 2019/2020.
Den 18 januari 2021 lånades Drinkwater ut till turkiska Kasımpaşa på ett låneavtal över resten av säsongen 2020/2021.
Den 30 augusti 2021 lånades Drinkwater ut till Reading på ett säsongslån.

### Avslut
Den 10 juni 2022 tillkännagav Chelsea att Drinkwater skulle lämna klubben under sommaren samma år då hans kontrakt löpte ut.
Efter att ha varit klubblös i över ett år, avslutade Drinkwater spelarkarriären den 30 oktober 2023.

## Landslagskarriär
Drinkwater landslagsdebuterade för England i en landskamp mot Nederländerna på Wembley Stadium den 28 mars 2016. England förlorade mötet med 1–2 men Drinkwater utsågs till matchens bästa spelare.